# Forging the Eclipse
Forging the Eclipse è il quinto album full-length del gruppo musicale tedesco Neaera, distribuito il 25 ottobre 2010 dalla Metal Blade Records.

## Tracce
1. The Forging – 1:00
2. Heaven's Descent – 3:41
3. In Defiance – 3:16
4. Eight Thousand Sorrows Deep – 4:17
5. Arise Black Vengeance – 3:02
6. Rubikon – 2:52
7. Sirens of Black – 4:31
8. Certitude – 2:52
9. Exaltation – 3:28
10. Tryanny of Want – 3:35
11. The Prophecy – 3:37
12. And to Posterity a Plague – 3:44